# 陝西南路駅
陝西南路駅（せんせいなんろ-えき）は、中華人民共和国上海市黄浦区淮海中路陝西南路にある、上海軌道交通（地下鉄）の駅。
1号線、10号線、12号線の3路線が乗り入れている。10号線のみ駅番号が導入されており、「L10/12」が付与されている。

## 歴史
- 1995年4月10日：1号線と共に開業[1][2]。
- 2010年4月10日：10号線が開業[3]し当駅に接続。上海公共交通カード利用者に限っては乗換駅となる。30分以内に乗り換えなくてはならなかった。
- 2015年12月19日：12号線が開業[4]し当駅に接続、完全な乗換駅となる。

## 駅構造
地下駅。1号線は淮海中路の地下、10号線は環貿iapm商場の地下（南昌路に近い位置）、12号線は陝西南路の地下に駅施設がある。コンコース階は全ての路線が地下1階、1号線と10号線のホーム階は地下2階、12号線のホーム階は地下3階にある。プラットホームは1号線・10号線・12号線全てが島式1面2線構造であり、フルスクリーンタイプのホームドアを完備している。なお、1号線の駅は北京市城建設計院が設計した。出入口は9か所ある。

### のりば
| 番線                           | 路線     | 行先                             |
| ------------------------------ | -------- | -------------------------------- |
| 1号線・10号線ホーム（地下2階） |          |                                  |
| 1                              | ■ 1号線  | 上海南駅・莘荘方面               |
| 2                              | ■ 1号線  | 人民広場・上海火車站・富錦路方面 |
| 3                              | ■ 10号線 | 虹橋火車站・航中路方面           |
| 4                              | ■ 10号線 | 基隆路方面                       |
| 12号線ホーム（地下3階）        |          |                                  |
| 5                              | ■ 12号線 | 七莘路方面                       |
| 6                              | ■ 12号線 | 金海路方面                       |

（出典：上海地下鉄:1号线站层图・10号线、12号线站层图）

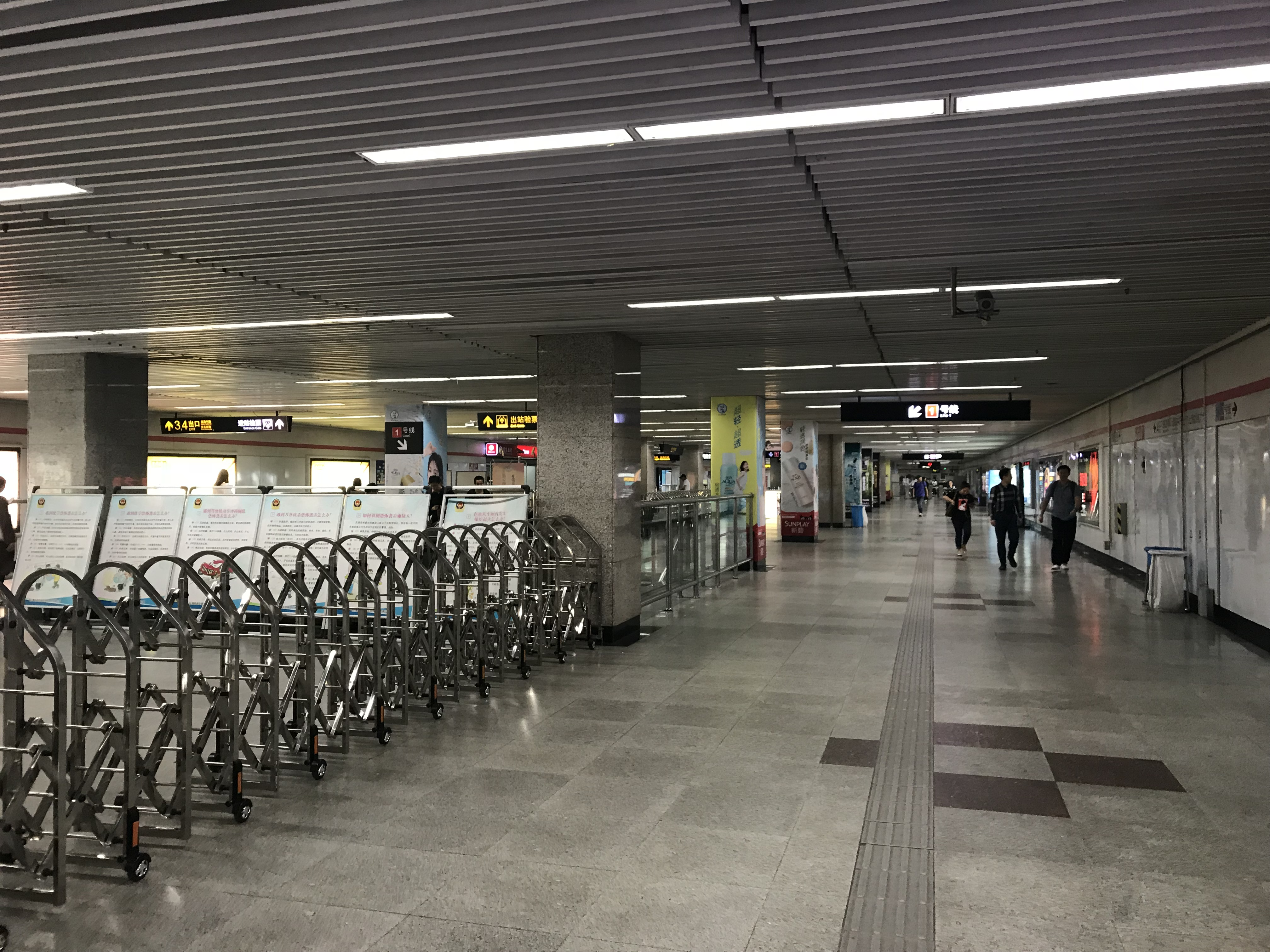
1号線コンコース
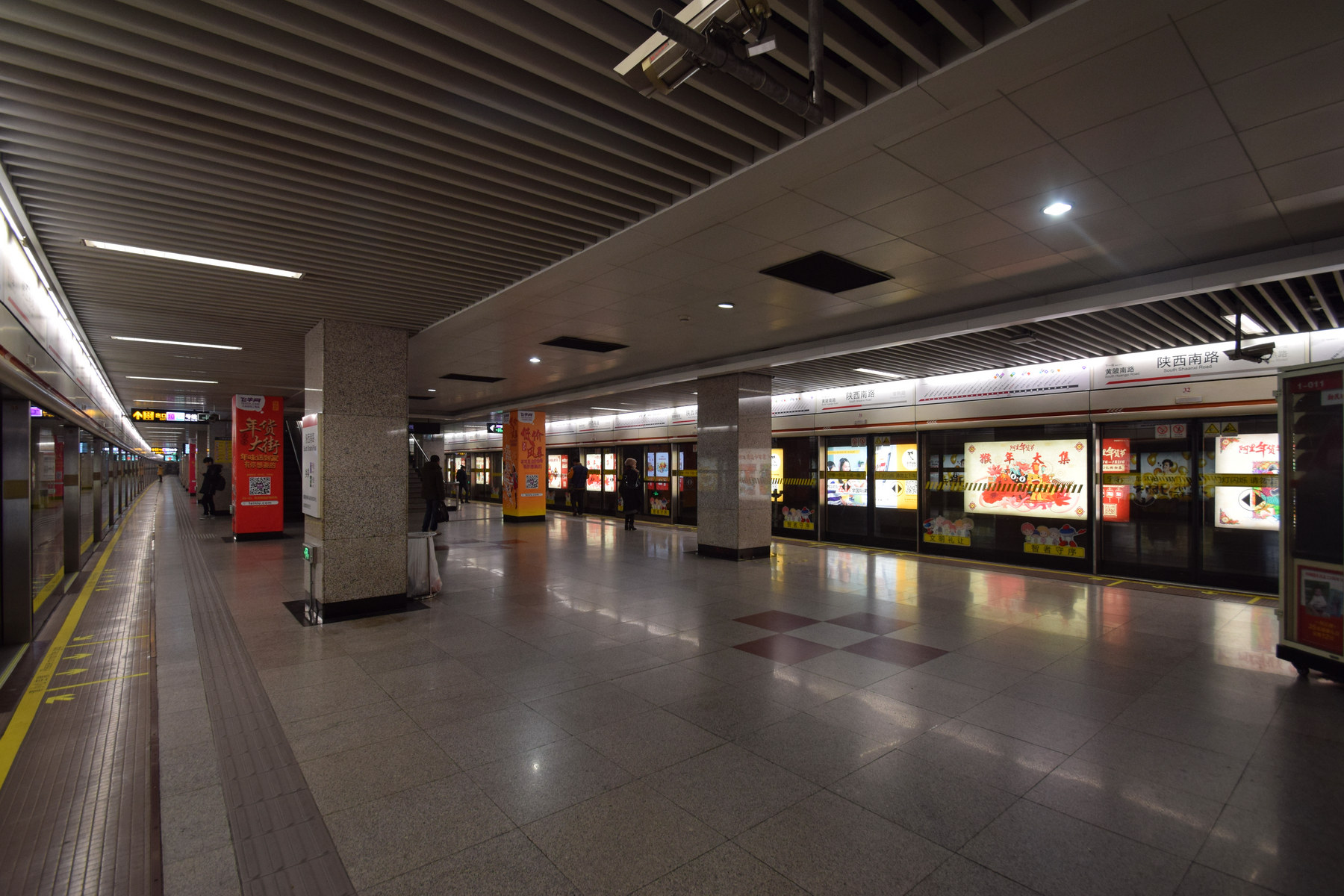
1号線ホーム
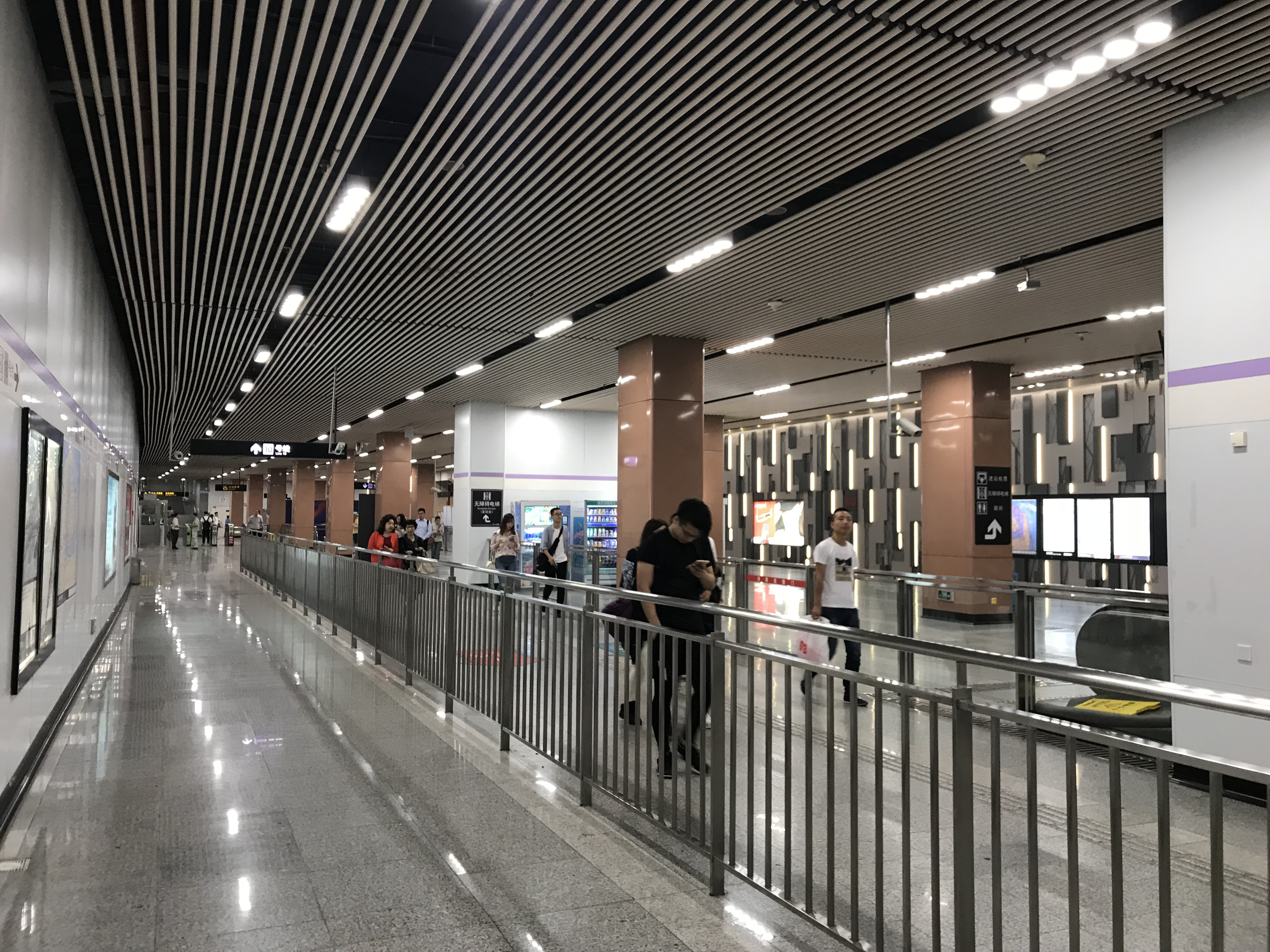
10号線コンコース
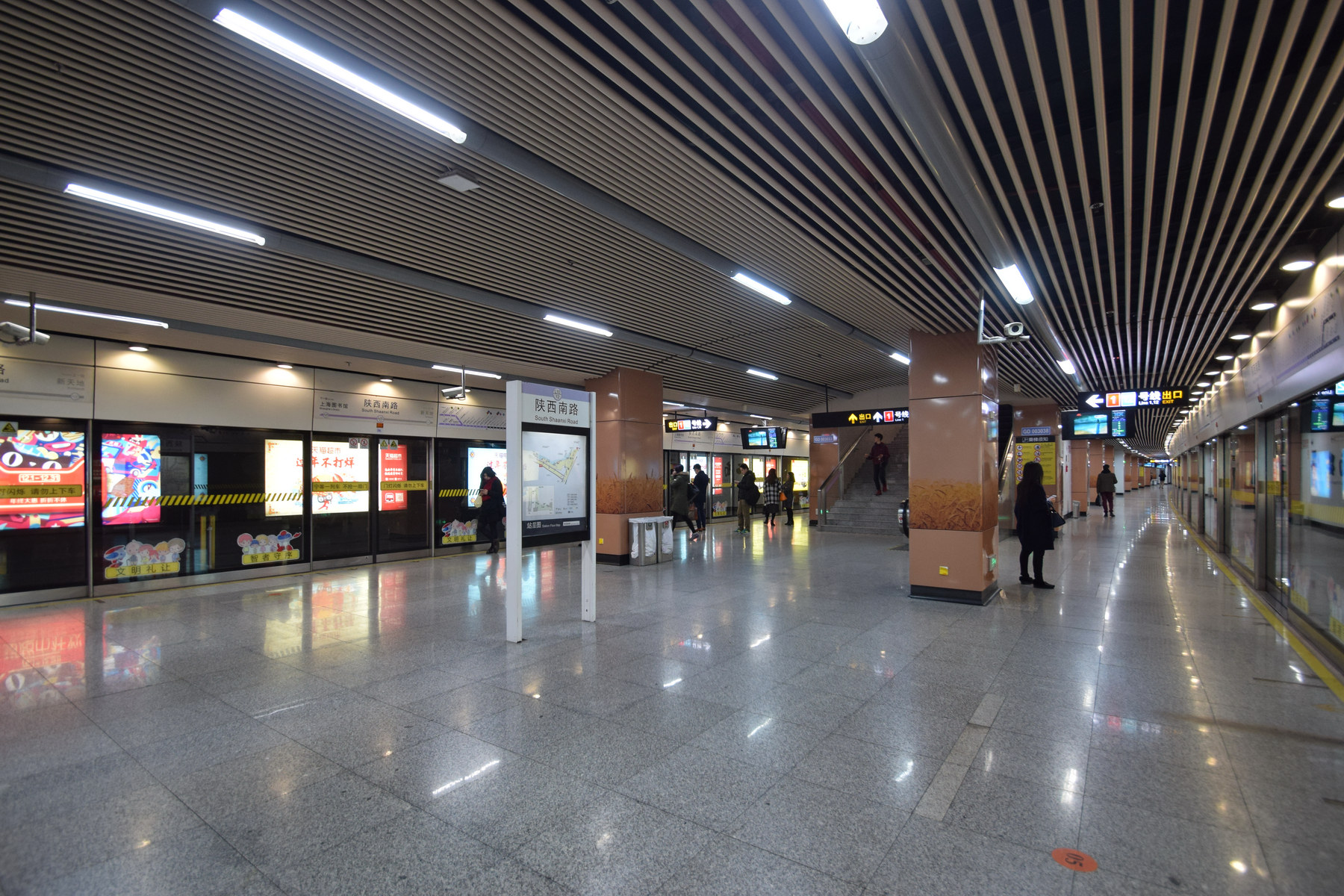
10号線ホーム
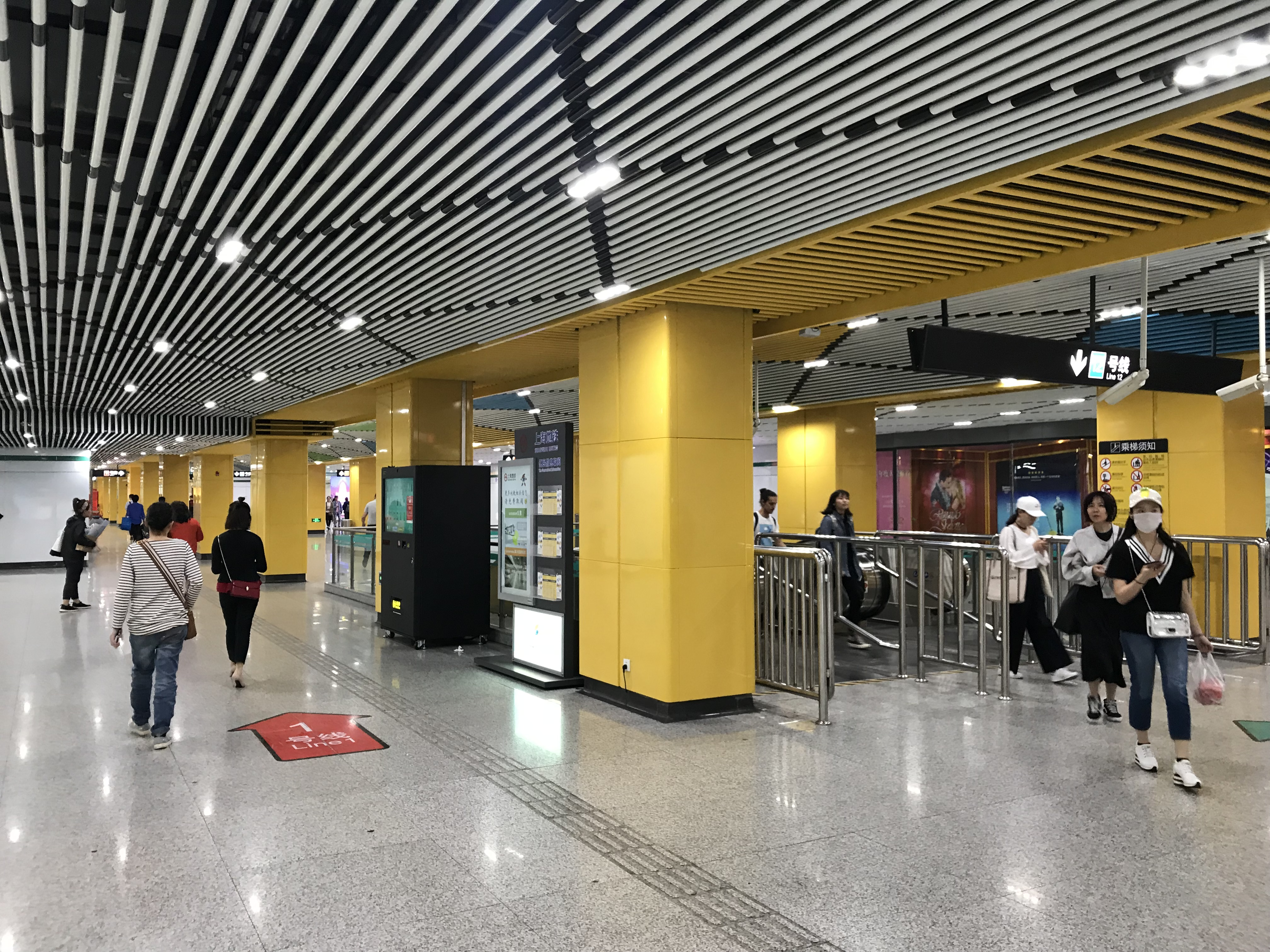
12号線コンコース
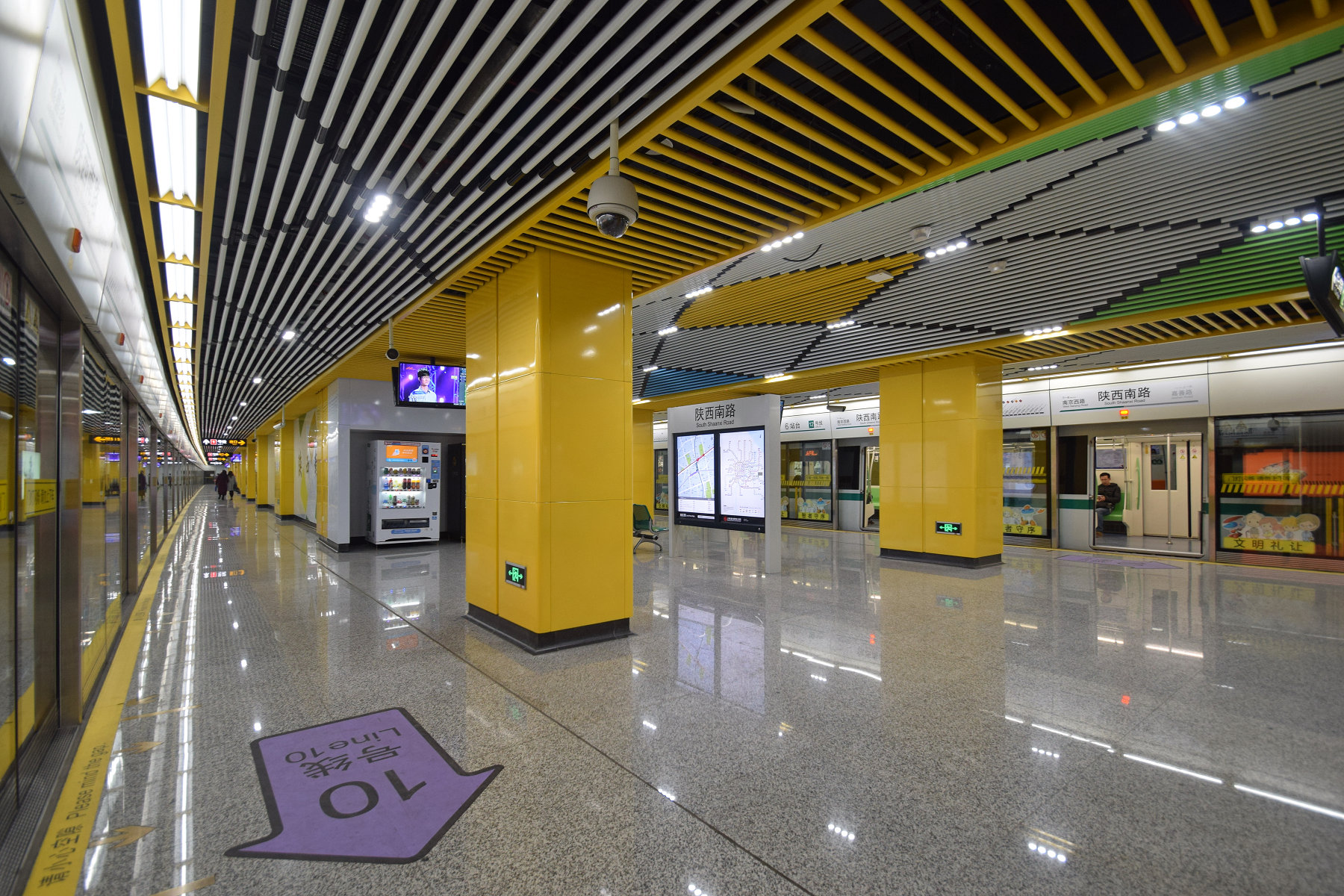
12号線ホーム

## 駅周辺
- 新天地
- 環貿iapm商場（中国語版）（iAPM Mall）
- 国泰電影院
- 百盛
- 淮茂緑地
- 上海市黄浦区巨鹿路第一小学
- 上海教育評估院
- 襄陽公園（中国語版）
- 錦江飯店（中国語版）
- 上海理工大学中英国際学院-行政楼
- 上海市徐匯区第一中心小学
- 上海文化広場（中国語版）

## バス路線
24、26、41、42、45、104、128、146、167、301、304、320、911、911区間、920、926、955

## 隣の駅
上海軌道交通
■ 1号線
常熟路駅 - 陝西南路駅 - 一大会址・黄陂南路駅
■ 10号線
上海図書館駅 (L10/11) - 陝西南路駅 (L10/12) - 一大会址・新天地駅 (L10/13)
■ 12号線
嘉善路駅 - 陝西南路駅 - 南京西路駅